# Xian de Shen
Pour les articles homonymes, voir Shen.
Le xian de Shen (莘县 ; pinyin : Shēn Xiàn) est un district administratif de la province du Shandong en Chine. Il est placé sous la juridiction de la ville-préfecture de Liaocheng.
Le comté de Xian a été formellement créé dans la deuxième année de l'ère de Da de , dynastie Sui ( Chinoise: 隋代大業二年）

## Démographie
La population du district était de 949 768 habitants en 1999.
Personnes remarquables: Guo wen gui( Chinois: 郭文貴）, un riche Chinois qui se réfugie maintenant aux États-Unis